# 夢立方
The Cube是英国独立电视台（ITV）于2009年8月22日起播出的益智节目。参赛者可在该节目最高赢得250,000英镑的奖金。参赛者必须在4×4×4公尺的压克力正立方体内，完成指定任务，就可以获得奖金。该节目荣获英国电影学院奖。从2020年第10季起，节目更名为《玩轉超立方》（英語：The Million Pound Cube）。
| 阶级 | 奖金     |
| ---- | -------- |
| 1    | £1,000   |
| 2    | £2,000   |
| 3    | £10,000  |
| 4    | £20,000  |
| 5    | £50,000  |
| 6    | £100,000 |
| 7    | £250,000 |

## 节目说明
梦立方是东方卫视制作播出的一档新型益智类游戏闯关节目。该节目是东方卫视携手IPCN国际版权从英国引进的一档高科技游戏节目，原版节目《The Cube》在2011年英国电视剧最高奖（BAFTATV Awards）中获得最佳综艺节目奖。节目充分运用网络时代的高科技呈现手段和电影化的视觉艺术表现手法，全新的游戏闯关设置让挑战者在相对密闭空间内挑战自己的梦想，将带给观众耳目一新的视觉和心灵体验。
梦立方将选择不同职业、性别、肤色、阶层的挑战者来到录影棚中，接受梦立方的挑战。梦立方创造性地开发出一个智能化的透明“立方体”，参赛者必须在一个叫做“梦立方”（英国版为“The Cube”）的空间内，进行7回合的游戏。梦立方内含多个以智力比拼为主体的游戏项目，将从速度、技巧、反应、估测、稳定、记忆等各个方面，对参与者的身心状态，进行综合的考验。大部分游戏无时间限制，参赛者可以在进行游戏时想策略。每完成一个游戏，就可以获得一次摇钱树阶层的奖金（即发出绿光，第七关成功发出金光），参赛者获得的奖金不累计。随着一关一关的突破，参与者将获得递增的现金奖励，最后的闯关成功者，将获得节目组为其实现人生梦想的机会。
更为与众不同的是，梦立方节目与中国手游娱乐集团CMGE深度合作，打造了一款与节目同步的梦立方手机游戏，让观众在收看电视节目的同时，还能亲身体验到手机模拟游戏的刺激，给人非凡的感官震撼。
每一个参赛者在游戏内共有9次机会，意指整体游戏内，失误次数可达8次。因此换句话说，参赛者每失误一次（发出红光），就损失一次生命，参赛者就必须再重新该阶段的游戏。所以，如果参赛者用尽了所有的生命数，他将会失去所有的累计奖金。参赛者只要在任何种类的关卡内，达到标准一次即算过关。
参赛者在第一关是必须要进行的，前一关闯关成功后，参赛者看完下一关的游戏，可以决定要不要闯关。如果参赛者不闯关，可以保证赢得上一关奖金，以确保奖金不会因为挑战下一关关卡而化为乌有；相对的，如果参赛者愿意挑战，则参赛者必须要挑战该关卡至成功为止，如果参赛者的生命数用尽，则该名参赛者就会失去上一关获得的奖金，空手而返。
如选手闯完所有关卡，梦立方将发出金光，同时获得最高奖金。目前，仅穆罕默德·法拉（剩余6条命）、陈坤（剩余3条命）及吴京（剩余1条命）获得了最高奖金。

### 游戏难度
每个游戏都有三个不同难度，其中第1关至第3关为一级难度，第4关至第6关为二级难度，第7关为三级难度。第7关游戏为前6关游戏中某一个游戏的三级难度，选手在之前的6关挑战中一定体验过第7关游戏，但难度增加。

### 游戏示范
每次游戏进行前，会有示范者「梦想者」（英国版为「The Body」）进行游戏示范。「梦想者」是个脸戴面罩的女示范者，任何观众都看不到她的真面目。她会亲自示范该项目的游戏给示范者看后，让参赛者了解怎样进行该关卡。

### 求救法
为了让参赛者能够过关斩将，而增加自信，制作单位提供了两个求救法（helps），每种求救法在整体游戏只能使用一次，但同一个关卡可以使用这两个求救法。
下列对该节目的两个求救法做说明。
- 试玩（Trial Run）：

试玩是参赛者在闯关前，若对该关卡没有信心，可要求试玩。参赛者使用了该项求救法后并进行游戏，无论成败，均不算数。因此失败时，也不会损失一次生命数。相對的，即使成功，也不會算過關。
此求救法必须为第二关之后才能使用。
在中國版遊戲，由於廠商冠名節目名而獲得贊助之關係，故將其取名「脈動試玩」。
- 简化（Simplify）：

简化是让关卡的难度降低，使关卡容易过关，部分游戏有多种简化方式。任何关卡都可以使用此方法，只是如何降低困难度，都没有一定的准则，连主持人自己也不知道会如何简化。参赛者即使使用了简易化失误，却还有生命数者，他还可以继续在该被简易化的关卡内闯关，直至成功或者是生命数用尽为止。
在中國版遊戲，由於廠商冠名節目名而獲得贊助之關係，故將其取名為「脈動簡化」。

## 各国版本
| 国家         | 节目名称                       | 主持                 | 频道             | 最高奖金  | 首播日期             |
| ------------ | ------------------------------ | -------------------- | ---------------- | --------- | -------------------- |
| 中國         | 梦立方                         | 程雷                 | 东方卫视         | ￥250,000 | 2012年5月13日        |
| 德国         | The Cube – Besiege den Würfel! | Nazan Eckes          | RTL              | €250,000  | 2011年4月29日        |
| 義大利       | The Cube – La Sfida            | 特奥马卢卡利         | 意大利第一台     | €100,000  | 2011年9月7日         |
| 葡萄牙       | O Cubo                         | 豪尔赫·加布里埃      | 葡萄牙广播电视台 | €30,000   | 2010年5月16日        |
| 沙烏地阿拉伯 | المكعب Al Moukaab              | 到伊莎费舍尔         | 沙特一台         | SR250,000 | 2010年3月24日        |
| 西班牙       | El Cubo                        | 拉克尔·桑切斯-席尔瓦 | Cuatro           | €150,000  | 2012年2月8日         |
| 乌克兰       | Куб Kub                        | 马克西姆             | STB              | ₴250,000  | 2011年11月21日       |
| 美国         | The Cube                       | 尼尔·柏德烈·夏里斯   | CBS              | $500,000  | 2010年（未正式播出） |
| 美国         | The Cube                       | 德韦恩·韦德          | TBS              | $250,000  | 2021年6月10日        |

### 东方卫视版本
| 阶级 | 梦想基金  |
| ---- | --------- |
| 1    | ￥1,000   |
| 2    | ￥2,000   |
| 3    | ￥10,000  |
| 4    | ￥20,000  |
| 5    | ￥50,000  |
| 6    | ￥100,000 |
| 7    | ￥250,000 |

中国大陆版本名为梦立方，由东方卫视于2012年制作，并由脉动冠名赞助。
第一季于2012年5月13日至2012年7月22日逢周日21:15播出，共11期。
与原版不同的是，该版本的最初奖励是实现参赛者梦想（其他国家版本均为全7关金钱奖励），后修改成全7关金钱奖励。初次宣传时为2012年5月6日播出，但当晚播出2012舞林大会总决赛精选版，因此推迟到5月13日播出。
第二季于2013年4月18日起逢周四22:00播出，2013年5月15日起逢周三、周四22:00播出。
梦立方亦是少数使用独立布景的《The Cube》版本之一（沙特阿拉伯、意大利等版本与原版共同使用位于Fountain Studios的布景）。

### 特别版
在2012年7月22日播出的慈善特别版及第二辑“明星慈善月”节目中，柳岩、刘谦、杜汶泽、潘晓婷、吴京、秦舒培、敖犬、刘耕宏八位明星前来挑战梦立方。他们每过一关，将会为慈善机构捐款。

## 节目周边

### 线下活动
除了上海本地的线下活动，节目组还将在北京、广州、成都等地招募选手来沪录制，希望找寻拥有不同梦想和情怀的挑战者来参与挑战。
节目中一款经典的游戏“挺而走险”也被搬到节目现场，主持人程雷亲身示范挑战梦立方。多位现场观众，做好准备以后也勇敢的走进了梦立方。其中挑战成功的幸运儿，将有机会在节目中正式挑战脉动梦立方，向自己的人生梦想发起冲击。
在接下来的2个月里，脉动品牌将陆续在全国9个城市（北京、上海、广州、深圳、成都、西安、天津、重庆、武汉）举办一系列《梦立方》线下体验活动，活动现场除了有免费派赠脉动饮料以外，还设置了各种趣味挑战。各地的观众，也将有机会抢先挑战脉动梦立方。而节目官网活动、手机App客户端游戏等多元的互动体验，也将逐步登场。

### 手机游戏
梦立方社交游戏社区是梦立方节目唯一官方指定的手机报名平台，你可以通过挑战与节目同步的手机游戏，参与梦立方的选手报名，并有机会亲临现场，实现梦想。

## 拍摄特效

### “时间冻结”(Time Freeze)技术
“时间冻结”是采用系列照相机(通常采用传统的模拟单反相机)，以被拍摄对象为中心，把这些照相机按一定的间隔排成一圈、一排或曲线排列，通过控制阵列照相机的快门进行瞬间拍摄，从而捕捉到被拍摄对象的运动瞬间动作姿态的多视角影像。这种特殊拍摄方法，可以捕捉到沿运动轨迹、具有三维角度变化的高速运动的被摄对象的各个不同影像画面。然后，借助图形和图像处理技术将所得到的不同角度的系列静止画面进行处理，组成相连接的影像，再叠加三维虚拟场景，创造出各种不同的特技效果和奇幻场景，这些影像也可与现场摄像机拍摄的影像进行特技合成。

### 现场布置
现场舞台采用一个立方体，作为选手进行游戏的封闭式空间，只要游戏成功选手就可以获得相应奖金或者选择由节目组帮助其实现预定的梦想，所以节目得名“梦立方”，在这个立方体外围半球舞台可以看到，由弧线展开的密集相机阵，根据节目组方面的介绍，实际拍摄使用的相机为90台数码单反相机，同时在弧线布阵的两端，各部署一台高速摄影机，组成了一套完美的Time Freeze系统。

### 相机群的两侧
在节目录制中，两种设备将分别承担不同的任务，立方体后侧，拉出一条长度为26.9m的圆弧架，从水平方向几乎包围立方体大部，在圆弧架上等距标示92个点（中间90个点用于安装相机，头尾两端的2个点用来安装高速摄像机）。实装91台单反照相机（90台作为Time Freeze，1台作为备用），拍摄时，系统将触发其中90台相机去捕捉立方体中选手的行动。
通过现场观摩，发现这套系统的部署方式是相当高端复杂的，平均每台相机至少需要三条线缆进行连接，电源线、USB数据线以及一条专用的通过中控系统触发快门的线缆。
在这种环境和要求下，电源线通过非常严格的方式进行逐层连接汇总，最大可能避免了因为线缆混乱而产生的供电故障。
对于图像的处理上，由于其采集的信息量是非常大的，且需要在很短的时间内完成，任何一台微机都无法独立承担，所以采用的拓扑方式大致是，若干台相机的数据线连接到一个USB HUB，然后每几个HUB连接到一台电脑主机上，然后这些主机会共同处理整套系统采集下来的图像信息。
相机上所有的快门触发线缆，将统一连接到Trigger Box。

### 严格的线路连接
这些线缆有着严格的保护措施，且全部明确编号，与平时使用在相机拍摄时所用的快门区线别比较大。

### 照相机的调试
所有拍摄模式的设置均采用全手动方式，工程师每次调试的时候都会在立方体内设置一个参考点，将所有相机的焦点都调整到这个位置。
同时，同时所有照相机必须全部设置到M档（全手动模式），将拍摄参数的指挥权移交给人工方式，然后工作人员会通过计算机对其中一台相机进行参数设定，并同步到整个机群的每台相机，确保采集下来的画面进行播放时不会出现焦点易位，画面明暗及精深不一致等异常现象。
相机部分分为两种采集方式，定格方式是所有相机在一瞬间同时触发，采集90张能够覆盖立方体的全景图片，另一种是在1S内，所有相机依次顺序触发，后种方式在英国梦立方的案例中更为普遍的使用，能够营造出类似于电脑游戏中的动态CG效果，在同一水平线上分毫不差的旋转360度，同时画面中的人保持着自然运动，这是通过普通摄像机架设轨道也很难达到的视觉效果。

### 录像工作区
这是个不同规格设备之间分工协作的场景，下部相机群末尾是一台高速摄像机，上方是若干不同角度的传统摄像机，摄像师正专著于眼前的监视器。
在相机群两侧各有一台的高速摄影机，这两台高速摄影机，最终呈现的效果可以以很低的速度，流畅的呈现一个瞬间发生的动作，类似于黑客帝国等科幻电影中的细节放大镜头。
每个游戏只能拍摄六次，结束后，导演会马上剪辑自己所需要的素材并迅速上传到服务器。
导演区附近的几台相机和一台高速摄像机，在每次录制前，摄像师都将根据要求事先调整好光圈和白平衡，导演也会根据节目设计的高速机位进行事先预演，并根据不同的游戏调整计算机软件的帧率，这样才能确保观众能够看到正常效果的电视画面。
整个录制过程，环环相扣不容有失，令人兴奋不已，在画面的一静一动中给大家全新的视觉体验，当节目播出时，相信观众定能感受到其中的奥妙所在。

## 节目游戏
下列为曾在梦立方节目内出现过的游戏，并以分类作为区分，含有三个难度的游戏参数设置。

### 速度类游戏
- 孔眼（Aperture）：

參賽者必须在限時内，将有一定數量红球放入目标箱内，红球必须穿过目标箱上比球略大的孔眼，这个游戏需要的是速度，但更重要的是精确。
| 难度级别 | 一级难度 | 一级难度 | 二级难度 | 二级难度 | 三级难度 | 三级难度 |
| 难度设置 | 20个球   | 20秒     | 25个球   | 20秒     | 20个球   | 15秒     |
| 简化     | 20个球   | 25秒     | 20个球   | 20秒     | 20个球   | 17秒     |
- 同类（Assemble）：

參賽者必须在30秒内，将红、白、蓝三种颜色的方块分门别类，放在对应颜色的容器中。而在挑战中，參賽者亦一次只能一手拿一个方块。
- 吻合（Classify）：

參賽者必须在25秒内，将10个不同大小的红色方块塞进与之大小对应的槽中。每个方块只有一个槽与之吻合。
- 装卸（Column）：

參賽者必须在14秒内，将一侧随意堆叠的6块积木，在另一侧的卡槽内重新堆叠起来。最终，所有积木的红色面須面向主持人。
- 转移（Cube Transfer）：

參賽者必须将27个红色方块在限時内放入目标容器，方块的尺寸刚好合适，參賽者必须仔细放置，如果其中任意一个高出目标容器，则将被判失败，地屏出现红色闪烁是游戏开始的标志。
| 难度级别 | 一级难度 | 二级难度 | 三级难度 |
| 难度设置 | 20秒     | 15秒     | 10秒     |
| 简化     | 25秒     | 20秒     | 15秒     |
- 轮回（Cycle）：

在方柱筒内有10个红色方块，顶端有一个白色方块。參賽者必须在18秒内，从箱子底部抽出所有红色方块放回到顶部。最后，将白色方块抽出，放回顶部。
- 一色（Eliminate）：

參賽者必须在10秒内暗灭所有45盏红灯。当你按下第一盏灯后计时即告开始。而參賽者亦能用双手以任意顺序按灭这些红灯。
- 交换（Exchange）：

參賽者必须在限時内交换两个盒子中的球，最终让两种颜色的球回到各自的盒子内，而每次參賽者亦只能一手拿一球。
| 难度级别 | 一级难度     | 一级难度 | 二级难度     | 二级难度 | 三级难度     | 三级难度 |
| 难度设置 | 红白球各10个 | 10秒     | 红白球各12个 | 10秒     | 红白球各15个 | 10秒     |
| 简化     | 红白球各10个 | 12秒     | 红白球各12个 | 12秒     | 红白球各15个 | 12秒     |
- 散花（Expulsion）：

參賽者需要使用双手，亦在限時内清空容器内所有500个球，这个挑战对參賽者的体力是严峻的考验。
| 难度级别 | 一级难度 | 二级难度 | 三级难度 |
| 难度设置 | 20秒     | 15秒     | 12秒     |
| 简化     | 25秒     | 20秒     | 15秒     |
- 抽取（Extraction）：

參賽者必须在限時内移除台面上的25张骨牌，按下第一个按钮开始游戏，并在结束后按下第二个按钮，而參賽者只能使用一只手，并且按照顺序抽取。
| 难度级别 | 一级难度 | 二级难度 | 三级难度 |
| 难度设置 | 10秒     | 8秒      | 6秒      |
| 简化     | 12秒     | 10秒     | 8秒      |
- 找茬（Find Me）：

梦立方的地屏上会显示若干个汉字。其中，有一个和其他的不同。參賽者需要一目十行，找出那个形似的字。用标记方块标出所在的位置。
- 命中（Hit Rate）：

參賽者必须在0.75秒内按顺序拍打游戏台上的五个按钮，而每次敲击它们的时候，它们会变成红色。命中第一个按钮，游戏即告开始。
- 反转（Invert）：

參賽者必须在限時内，將15个圆筒反转放置。当时间耗尽后，所有圆筒均须保持直立不倒，故參賽者需要有足够的速度来完成这个挑战。
| 难度级别 | 一级难度 | 二级难度 | 三级难度 |
| 难度设置 | 12秒     | 10秒     | 8秒      |
| 简化     | 15秒     | 12秒     | 10秒     |
- 还珠（Multisphere）：

你必须拿起玻璃管将x只球散落在梦立方的地屏上，你只有短短的15秒把所有的球完璧归赵，敏捷和速度是这个游戏成功的关键。（第二季中，此游戏改为容器底座升起，将球顶出容器。）
| 难度级别 | 一级难度 | 二级难度 | 三级难度 |
| 难度设置 | 20颗球   | 25颗球   | 30颗球   |
| 简化     | 18颗球   | 23颗球   | 28颗球   |
- 排序（Order）：

你需要按下白色按钮开始计时。在22秒内，将台面上标有数字的积木由右至左按序排列，挑战结束后按下白色按钮。挑战中你一只手只能拿一根积木。
- 置顶（Placement）：

地屏闪红游戏即告开始。你必须在17秒内将10个球放在后排的管子顶端，你能用双手进行挑战，但一次只能拿一个球。
- 拼图（Puzzle）：

你必须在12秒内在台面上将8块积木拼成一个完整的正方形。
- 繁星（Quantity）：

你必须在12秒内，快速数出梦立方地屏上总共显示了多少个红色方块。围绕着你的方块会让你眼花缭乱。
- 复制（Replicate）：

梦立方的地屏上将随机显示一个图形，3秒后消失。你必须在15秒内，将图形在台面内的卡槽内复制出来。
- 分拣（Separation）：

一个盒子中混有10颗红球和10颗白球，你有15秒时间将他们分门别类。把红球和白球分别放到两个对应颜色的盒子中。
- 堆叠（Stack）：

你需要启动计时器，在t秒内将x块积木重新在另一个台子上堆叠起来。整个挑战过程中，你只能使用一只手，且一次只能移动一块积木，完成后再次按下按钮。
| 难度级别 | 一级难度 | 一级难度 | 二级难度 | 二级难度 | 三级难度 | 三级难度 |
| 难度设置 | 9个盒子  | 10秒     | 10个盒子 | 10秒     | 11个盒子 | 10秒     |
| 简化     | 9个盒子  | 12秒     | 10个盒子 | 12秒     | 11个盒子 | 12秒     |
- 楼层（Storey）：

地屏上有8个标有数字的方块，你必须在17秒内，将这些方块按由小到大数字顺序从下置上堆叠起来，并保持不倒。
- 搭建（Structure）：

你必须用15块积木在t秒内在游戏台上搭建出地屏上的图形，地屏上的红色闪烁将提示你挑战开始，双手稳定是保证你在有限时间内完成挑战的关键。
| 难度级别 | 一级难度 | 二级难度 | 三级难度 |
| 难度设置 | 20秒     | 15秒     | 12秒     |
| 简化     | 25秒     | 20秒     | 15秒     |
- 旋木（Spin）：

你需要啟动计时器，在17秒內將转台上的9塊積木重新在另一邊的轉台上堆疊起來。整个挑战过程中，你只能使用一只手，且一次只能移动一块积木，完成后再次按下按钮。
- 叠置（Superposition）：

你必须在17秒内将9块积木一次叠置成一个竖塔。你只能使用同一只手。并且，将搭成的竖塔整个叠置到下一个积木上。建好的塔，必须在无外力作用下矗立3秒。
- 塔楼（Tower）：

一个底座上有8个盒子，你要在t秒内将它们在另一个底座上搭建起来，一次只能搬运一个盒子。
| 难度级别 | 一级难度 | 二级难度 | 三级难度 |
| 难度设置 | 12秒     | 10秒     | 9秒      |
| 简化     | 14秒     | 12秒     | 10秒     |

### 技巧类游戏
- 曲折（Angular）：

你必须在发球区内将球发出，使其经过两次反弹后进入目标容器内。如果球从台面掉落，你将失去一次机会。
- 顶点（Apex）：

你必须直接将球直接投进高耸的目标容器，球不能碰到梦立方的其他任何表面。你只能站在投掷线外进行挑战。
- 弧线（Arc）：

你必须站在发球区内，用一只手将铁球沿着轨道滚出，使球滚上弧形轨道并飞回。你需要用同一只手在空中接住它。
- 打板（Bank Shot）：

你必须在发球区內將球扔出。使球打在玻璃面板後反彈一次，直接落入目标圆筒中。
- 跳行（Bounce）：

你需要站在发球区内，双手各执一球同时扔出，使两球都在桌面上正好反弹3次后离开。任何球都不能接触或飞跃两侧的红线。
- 压哨（Buzzer Shot）：

你必须站在挑战区内，用一只手将红球投进目标桶内。在15秒内，你必须投进6个球。因此，你必须做到准确、迅速。
- 峭壁（Cliff）：

你必须在发球区内将球推出，使其滚上峭壁，越过红线，最终滚入到目标洞中。力量的掌控和角度的计算是这个挑战的关键。
- 滑块（Coast）：

你必须站在指定区域，将台面上的滑块推出，最终完全滑进目标框内并停留。注意，滑块必须始终接触台面。
- 冲撞（Collision）：

你必须在发球区内将球滚出。使球撞倒另一端的所有圆柱。
- 矗立（Construction）：

你必须将x根积木搭成垂直的竖塔，如果在搭建过程中塔倒了，你就会失去一次机会，建好的塔必须在无外力状态下矗立3秒，在重压下，这个挑战比看起来要难得多。
| 难度级别 | 一级难度 | 二级难度 | 三级难度 |
| 难度设置 | 9块积木  | 10块积木 | 12块积木 |
| 简化     | 8块积木  | 9块积木  | 11块积木 |
- 弹跳（Cylinder）：

你可以站在梦立方的任何地方，将球反弹进圆筒内，进入目标圆筒之间，球只能反弹一次。
| 难度级别 | 一级难度       | 一级难度 | 二级难度        | 二级难度 | 三级难度        | 三级难度 |
| 难度设置 | 目标圆筒85cm高 | 直径38cm | 目标圆筒114cm高 | 直径38cm | 目标圆筒114cm高 | 直径30cm |
| 简化     | 目标圆筒85cm高 | 直径60cm | 目标圆筒85cm高  | 直径38cm | 目标圆筒114cm高 | 直径38cm |
- 急停（Dead Stop）：

你必须站在投掷区内，将球抛到狭小的平台上，球不能进行反弹，并保持其停留。
| 难度级别 | 一级难度                  | 二级难度                  | 三级难度                  |
| 难度设置 | 平台中心至发球线170cm间距 | 平台中心至发球线185cm间距 | 平台中心至发球线250cm间距 |
| 简化     | 平台中心至发球线150cm间距 | 平台中心至发球线170cm间距 | 平台中心至发球线230cm间距 |
- 连跳（Descent）：

你必须使球在两个圆筒上各弹一次，落入目标圆筒内，球不能在任何其他表面反弹。
| 难度级别 | 一级难度         | 二级难度         | 三级难度         |
| 难度设置 | 目标圆筒直径48cm | 目标圆筒直径25cm | 目标圆筒直径20cm |
| 简化     | 目标圆筒直径60cm | 目标圆筒直径48cm | 目标圆筒直径25cm |
- 穿透（Destruction）：

你必须站在发球区内，用球一击打碎并穿过5块玻璃。准确和力量的控制是完成挑战的关键。
- 挪移（Digit）：

你只能用一根手指将银球沿着2米长的横梁挪移到目标区域，没有时间限制，但球在到达目标区域之前，不能从横梁上掉落，为了完成挑战，从始至终你都需要极大的专注力。
| 难度级别 | 一级难度              | 二级难度      | 三级难度      |
| 难度设置 | 该游戏不会出现在1-3关 | 横梁宽度1cm   | 横梁宽度0.5cm |
| 简化     | 该游戏不会出现在1-3关 | 横梁宽度1.5cm | 横梁宽度1cm   |
- 吹射（Drift）：

你必须将球直接吹落到目标容器内。
| 难度级别 | 一级难度              | 二级难度         | 三级难度          |
| 难度设置 | 该游戏不会出现在1-3关 | 目标容器距离90cm | 目标容器距离110cm |
| 简化     | 该游戏不会出现在1-3关 | 目标容器距离80cm | 目标容器距离100cm |
- 滚珠（Drop Shot）：

你必须在红色区域内将球发出，使球直接滚入目标洞内，注意，球必须始终接触台面。
| 难度级别 | 一级难度       | 二级难度       | 三级难度         |
| 难度设置 | 目标洞直径22cm | 目标洞直径19cm | 目标洞直径16.5cm |
| 简化     | 目标洞直径25cm | 目标洞直径22cm | 目标洞直径19cm   |
- 空投（Drop Zone）：

你必须从高处将球投入圆筒，使球落入更小的目标圆筒内。要完成这个挑战，你需要良好的空间感。
| 难度级别 | 一级难度         | 二级难度          | 三级难度          |
| 难度设置 | 目标圆筒直径10cm | 目标圆筒直径7.5cm | 目标圆筒直径6cm   |
| 简化     | 目标圆筒直径15cm | 目标圆筒直径10cm  | 目标圆筒直径7.5cm |
- 漏洞（Leak）：

你必须站在投掷线外，将球抛在目标容器顶端的平台，使球能滚入平台中央的漏洞或直接掉入目标容器中。但球不能碰到梦立方的其他任何表面。
- 鼓点（Listening）：

你必须站在挑战区内，背对鼓面，戴上面罩，听声辨数。说出落在鼓面上小球的总数，黑暗中，耳朵将是你最大的依靠。
- 触发（Luminate）：

你需要将球砸向你面前的平台。使球反弹一次后，直接落到第二个平台的目标面板上。一旦触发面板变成白色，则挑战成功。
- 信箱（Mailbox）：

你必須站在挑戰區內，將飛牌投入高處的目標容器中。
- 钟摆（Pendulum）：

你所要做的是站在发球区域，通过甩动的方式击落目标球，注意，你必须在首次摆动时直接击落目标球，为了顺利完成挑战，最科学的方式是将球甩出一个较大的弧度。
| 难度级别 | 一级难度       | 二级难度              | 三级难度              |
| 难度设置 | 目标球直径9cm  | 该游戏不会出现在4-7关 | 该游戏不会出现在4-7关 |
| 简化     | 目标球直径12cm | 该游戏不会出现在4-7关 | 该游戏不会出现在4-7关 |
- 弹射（Precision）：

你必须使球在两个圆筒上各弹一次，落入目标圆筒内，球不能在任何其他表面反弹。
| 难度级别 | 一级难度              | 二级难度         | 三级难度         |
| 难度设置 | 该游戏不会出现在1-3关 | 目标容器距离45cm | 目标容器距离90cm |
| 简化     | 该游戏不会出现在1-3关 | 目标容器距离35cm | 目标容器距离80cm |
- 喷射（Propulsion）：

你必须踩下气囊，发射梦立方另一角的红球，在球落地前将球抓住。你需要使出合适的力度。
- 追踪（Pursuit）：

梦立方的地屏上将显示8个红色方块，其中一个会变成蓝色，随后变回红色并且随机移动，你需要指出蓝色方块隐藏的位置，挑战过程中你要始终全神贯注。
| 难度级别 | 一级难度 | 一级难度                     | 二级难度 | 二级难度                       | 三级难度 | 三级难度                         |
| 难度设置 | 10次移动 | 每1秒移动一次 演示时间10秒   | 15次移动 | 每1秒移动一次 演示时间15秒     | 20次移动 | 每0.75秒移动一次 演示时间15秒    |
| 简化     | 10次移动 | 每1.5秒移动一次 演示时间15秒 | 15次移动 | 每1.5秒移动一次 演示时间22.5秒 | 20次移动 | 每1.125秒移动一次 演示时间22.5秒 |
- 背投（Reversal）：

你必须站在投掷区背朝目标，将球扔过头顶落入目标容器内。球不能碰到梦立方的任何表面。（该游戏原本预定在第一季梦立方中，但在第二季才第一次出现。）
| 难度级别 | 一级难度              | 二级难度          | 二级难度          | 三级难度          | 三级难度          |
| 难度设置 | 该游戏不会出现在1-3关 | 目标容器 高度61cm | 目标容器 直径48cm | 目标容器 高度91cm | 目标容器 直径48cm |
| 简化     | 该游戏不会出现在1-3关 | 目标容器 高度61cm | 目标容器 直径60cm | 目标容器 高度61cm | 目标容器 直径48cm |
- 晕投（Revolution）：

你必须要站在转台上，将球投掷到另一角的容器中。自转会影响你瞄准的准确性。
- 旋靶（Revolving Shot）：

你必须将球投掷进自转的目标容器中。你需要估判目标容器的自转速率和球的移动速度和运动轨迹。
- 跷板（Seesaw）：

你需要踩下跷板，使另一端的小球弹出，并用手里的容器接住它。
- 粉碎（Shatter）：

你必须把球穿过小孔，并击碎玻璃。投掷看起来似乎很简单，但重压之下，你的准度会受影响。
| 难度级别 | 一级难度         | 二级难度     | 三级难度     |
| 难度设置 | 小孔边长20cm     | 小孔边长13cm | 小孔边长10cm |
| 简化     | 投掷距离缩短30cm | 小孔边长20cm | 小孔边长13cm |
- 套环（Spike）：

你必须站在投掷区内，将套环套入另一角的竖杆。套环的飞行轨迹很难掌控，你需要有良好的空间感。
| 难度级别 | 一级难度            | 一级难度   | 二级难度              | 二级难度   | 三级难度              | 三级难度   |
| 难度设置 | 距离2m 套环直径32cm | 竖杆高1.7m | 距离2.6m 套环直径32cm | 竖杆高1.7m | 距离2.6m 套环直径20cm | 竖杆高1.7m |
| 简化     | 距离2m 套环直径32cm | 竖杆高1.5m | 距离2.6m 套环直径32cm | 竖杆高1.5m | 距离2.6m 套环直径20cm | 竖杆高1.5m |
- 封顶（Summit）：

你必须站在投掷区内，将方块扔进高柱顶部的目标箱内。方块必须完全进入目标箱内才算成功。
- 牵引（Tow）：

你需要站在指定区域，用两根红色绳索牵引圆盘，将其拉上斜坡到达坡顶。你必须双手握绳不能交叉。保持双手稳定一致是成功的关键。
- 飞跃（Vault）：

你必须将球滚上倾斜的轨道，使它落入目标容器内。球必须始终沿着轨道滚动，力度的控制会决定挑战的成败。
| 难度级别 | 一级难度     | 二级难度     | 三级难度     |
| 难度设置 | 25cm目标容器 | 20cm目标容器 | 15cm目标容器 |
| 简化     | 30cm目标容器 | 25cm目标容器 | 20cm目标容器 |
- 缝隙（Void）：

你必须在指定区域内将圆盘直接穿过另一边的缝隙，圆盘必须始终接触地面。
| 难度级别 | 一级难度     | 二级难度     | 三级难度     |
| 难度设置 | 25cm目标容器 | 20cm目标容器 | 15cm目标容器 |
| 简化     | 30cm目标容器 | 25cm目标容器 | 20cm目标容器 |

### 反应类游戏
- 截停（Accelerate）：

当你按下按钮，目标区域两端的挡板将降下。顶端的钢球将沿轨道滚落。你必须保持按住按钮，当你预计球将到达目标区域时，你要松开按钮使挡板升起，将球截停在目标区域内。
- 轴线（Axis）：

地屏上会出现红蓝两种颜色的滚动条，它们在地屏上交叉穿越，你必须按下对应颜色的按钮，让它们停在目标区域内。
| 难度级别 | 一级难度       | 一级难度     | 二级难度       | 二级难度     | 三级难度       | 三级难度     |
| 难度设置 | 线条前进速度慢 | 目标区域18cm | 线条前进速度快 | 目标区域18cm | 线条前进速度快 | 目标区域10cm |
| 简化     | 线条前进速度慢 | 目标区域24cm | 线条前进速度快 | 目标区域24cm | 线条前进速度快 | 目标区域18cm |
- 齐射（Barrage）：

梦立方的一侧会齐射出若干球（其实是10个），其中1个是白球。你必须识别出这个白球，并在它接触梦立方任何表面前接住它。
- 拆弹（Bomb Panic）：

地屏上会显示3个倒数的计时器，你必须按下3个按钮，将3个计时器均停留在0.4秒内。
- 捕捉（Capture）：

一个球会从梦立方的一角射出，你必须双脚站在捕捉区内，用容器接住球，球在落入容器之前不能接触任何物体，包括你身体的任何部位。
| 难度级别 | 一级难度     | 二级难度      | 三级难度      |
| 难度设置 | 容器直径10cm | 容器直径7.5cm | 容器直径6cm   |
| 简化     | 容器直径15cm | 容器直径10cm  | 容器直径7.5cm |
- 瀑布（Cascade）：

你的头顶将落下1000个红球，其中会有x个较大的白球。你必须在白球触碰到梦立方任何表面前接住它，你有勇气挑战吗？
| 难度级别 | 一级难度            | 二级难度            | 三级难度            |
| 难度设置 | 1000颗红球、1颗白球 | 1000颗红球、2颗白球 | 1000颗红球、2颗白球 |
| 简化     | 减少100个红球       | 减少1颗白球         | 减少1颗白球         |
- 追击（Chase）：

你只能用一只手，在10秒内按次序将15盏闪红的灯按灭。如果你按错灯或未在规定时间内完成，你将失去一次机会。
- 闪躲（Dodge）：

梦立方的一角会先后随机发射出4个小球。你必须站在挑战区内，避开所有向你飞来的小球。
- 双飞（Dual Reflex）：

从梦立方的两端会先后发射出两只球，你必须在落地前把它们接住，你需要的是快速反应和适当的接球手法。
| 难度级别 | 一级难度           | 二级难度           | 三级难度          |
| 难度设置 | 两球发射间隔0.75秒 | 两球发射间隔0.5秒  | 两球同时发射      |
| 简化     | 两球发射间隔1秒    | 两球发射间隔0.75秒 | 两球发射间隔0.5秒 |
- 涨停（Equalise）：

地屏上将显示5条滚动条。你必须按下按钮，使滚动条顶部停在目标区域内。5条滚动条均变成蓝色，则挑战成功。
- 填充（Fill）：

地屏上会显示一行10格的网格。当你按下按钮，一个红色的方块会匀速地在网格中巡回移动。当你准确地将10个网格全部填满，则挑战成功。
- 双接（Freefall）：

你需要按下按钮，1秒后，会有两颗球从梦立方的另一角落下。在球落地之前，你必须接住它们。
- 掌握（Gradient）：

你的任务是，把球从管道的一端放入，在球碰到地板之前，在管道的另一端接住球。注意，放开和抓住球必须使用同一只手；并且，不能碰到管道的底部。
| 难度级别 | 一级难度       | 二级难度       | 三级难度       |
| 难度设置 | 管道底部不透明 | 管道底部不透明 | 管道底部不透明 |
| 简化     | 管道底部透明   | 管道底部透明   | 未知           |
- 队列（Grid）：

当你按下按钮，地屏上将显示一排红色方块开始移动。你必须准确按下5次按钮，在地屏上排列出一个正方形，则挑战成功。
- 定位（Perimeter）：

你所要做的是按下按钮，地屏上的红色方块将环绕着梦立方快速移动，当你再次按下按钮时，红色方块必须准确地停在红框内。
| 难度级别 | 一级难度         | 二级难度              | 三级难度              |
| 难度设置 | 方块移动速度较快 | 该游戏不会出现在4-7关 | 该游戏不会出现在4-7关 |
| 简化     | 方块移动速度减慢 | 该游戏不会出现在4-7关 | 该游戏不会出现在4-7关 |
- 脉动（Pulse）：

当你按下按钮时，梦立方的地屏会由中心逐渐变成红色向外蔓延，当整个地屏变红3次后，你要抓准时机，在地屏完全变红时再次按下按钮，如果地屏上有一丁点儿是白色，则你的挑战失败。
| 难度级别 | 一级难度             | 二级难度              | 三级难度              |
| 难度设置 | 红色区域蔓延速度较快 | 该游戏不会出现在4-7关 | 该游戏不会出现在4-7关 |
| 简化     | 红色区域蔓延速度较慢 | 该游戏不会出现在4-7关 | 该游戏不会出现在4-7关 |
- 追赶（Pursue）：

地屏上的4个方框会随机闪现红色方块。你必须在下一个红色方块闪烁之前按下台面上的对应按钮，直到红色方块不再闪现。
- 速射（Quickfire）：

从梦立方的一角会快速射出一个球，你必须站在接球区域，在球碰到任何表面之前接住它，你可以使用单手或者双手来接球，而你的反应时间只有半秒。
| 难度级别 | 一级难度   | 二级难度   | 三级难度   |
| 难度设置 | 球的射速快 | 球的射速快 | 球的射速快 |
| 简化     | 球的射速慢 | 球的射速慢 | 球的射速慢 |
- 秒杀（Reaction）：

梦立方的地屏会随时从白色变成红色。你必须在颜色转换后的0.3秒内按下按钮。这个挑战需要极快的反应速度。
- 反应（Response）：

一个蓝色方块会快速在地屏上游走，它会在任意一刻突然变红，你必须在方块变红的t秒内按下按钮，你的反应够快吗？
| 难度级别 | 一级难度 | 二级难度 | 三级难度 |
| 难度设置 | 0.35秒   | 0.3秒    | 0.25秒   |
| 简化     | 0.45秒   | 0.35秒   | 0.3秒    |
- 跟拍（Succession）：

梦立方的地屏上会随机显示一定总数的红色和蓝色方块。你必须按下对应颜色的按钮，在10秒内完成这个挑战。
- 掐秒（Time Split）：

你必须在地屏显示5秒时精确地将时间按停。按下按钮来启动和停止计时器。眼疾手快是挑战成功的关键。
- 阶梯（Trail）：

地屏上将显示4级阶梯，每一级阶梯内会像警灯般红蓝闪烁。你必须按下按钮，使它停留在蓝色。一旦完成，上一级阶梯会以更快速度闪烁。你必须依次将所有阶梯都按成蓝色。
- 坠落（Vertical Drop）：

一个红色方块会在地屏上部快速移动。你必须按下按钮，红色方块能落进蓝色目标盒内，则挑战成功。

### 估测类游戏
- 空降（Airborne）：

转台上有一个目标容器匀速旋转。你必须抓准时机按下按钮，使悬在转台上空的小球最终落入目标容器中。
- 盲射（Blind Shot）：

你必须将方块扔过屏障，使其直接落入目标箱内，方块不能进行反弹，必须完全进入目标箱内，才算成功。
| 难度级别 | 一级难度         | 二级难度         | 三级难度         |
| 难度设置 | 目标容器边长60cm | 目标容器边长50cm | 目标容器边长40cm |
| 简化     | 目标容器边长75cm | 目标容器边长60cm | 目标容器边长50cm |
- 圆心（Centre Point）：

梦立方的地屏上将显示一个红色圆环，5秒后消失。你必须站在观察区内，估计圆环的圆心位置区域，并在预判位置放上标记圆柱，必须分毫不差。
- 环圆（Circumference）：

你需要在发球区内将球滚出。必须整颗球进入并最终停留在发球区域内，挑战才算成功。你可以按顺时针或逆时针滚动球，但最终停下时，球只能滚动一圈。
- 弹击（Fracture）：

你必须站在发球区内，将球在地屏上反弹一次后，击碎悬在梦立方另一角的玻璃。你需要预想好准确的反弹轨迹，并使用适度的力量来完成这个挑战。
- 盲跳（Hopscotch）：

你必须戴上面罩，从出发区出发，按照地屏显示的方框跳到终点区。你所跳的每一步都必须落脚于方框内。单框双脚并立，双框双脚分立，你只有听到提示音后才能跳下一阶方块。
- 隐形（Invisible）：

一个红色方块在地屏上快速循环移动，某一时刻它将隐形，但依旧以原有的速度继续循环移动。你必须在地屏闪红后，用标记方块标出隐形的红色方块当时所在的位置。
- 落点（Landing point）：

梦立方的一角上方将悬置一只小球，你必须戴上面罩，从出发区起步，走到小球下方，用容器将落下的小球接住。
- 拦截（Metronome）：

一个蓝色方块将在地屏上左右来回移动，伴随着节奏发出声响。5秒之后，方块消失。你必须准确预判并及时按下按钮，将蓝色方块拦截在红色目标区域内。
- 滑行（Momentum）：

你必须滚动红球，使其停在目标区内，如何正确用力是能否成功的关键，用力过猛会把红球落下横杆，太轻则不能到达目标区域。
| 难度级别 | 一级难度       | 二级难度       | 三级难度       |
| 难度设置 | 目标区域长60cm | 目标区域长40cm | 目标区域长15cm |
| 简化     | 目标区域长80cm | 目标区域长50cm | 目标区域长20cm |
- 反弹（Rebound）：

你必须在发球区内将球发出，经过反弹，球最终返回并停留在发球区内。注意，球必须始终接触台面，用力过大或过小都会让你挑战失败。
| 难度级别 | 一级难度       | 二级难度       | 三级难度       |
| 难度设置 | 目标区长度60cm | 目标区长度40cm | 目标区长度30cm |
| 简化     | 目标区长度80cm | 目标区长度60cm | 目标区长度40cm |
- 折返（Retrace）：

你必须在发球区内将球滚出，使其滚上小坡后滚回并最终停留在发球区内。掌握恰当的力度可能会耗去你多次机会。
- 回弹（Ricochet）：

你必须在发球区内，用同一只手将球投向你面前的玻璃面板，并在球反弹回来时接住球。
- 时差（Same Time）：

你需要用左右手先后按两次计时器。但你必须保证每次计时都超过5秒。使两次计时的误差在0.75秒内。
- 潜行（Stop Zone）：

当你按下按钮，地屏上会升起蓝色海浪。当到达梦立方中央时，它将消失，但还是会以原有的速度继续前行。请判断蓝色海浪到达目标区域的时间，并再次按下按钮，如果海浪出现在目标区域内，即告成功。
| 难度级别 | 一级难度     | 一级难度     | 二级难度     | 二级难度     | 三级难度     | 三级难度     |
| 难度设置 | 潜行速度较快 | 目标区域18cm | 潜行速度较慢 | 目标区域18cm | 潜行速度较慢 | 目标区域10cm |
| 简化     | 潜行速度较快 | 目标区域25cm | 潜行速度较慢 | 目标区域25cm | 潜行速度较慢 | 目标区域18cm |
- 读秒（Time Freeze）：

t秒会有多长？你需要按下按钮来开始和停止计时器，你可以有1秒钟的误差，这意味着，你必须在误差时间段内停止计时器。
| 难度级别 | 一级难度 | 一级难度   | 二级难度 | 二级难度   | 三级难度 | 三级难度   |
| 难度设置 | 10秒     | 误差±0.5秒 | 30秒     | 误差±0.5秒 | 60秒     | 误差±1秒   |
| 简化     | 10秒     | 误差±1秒   | 30秒     | 误差±1秒   | 60秒     | 误差±1.5秒 |
- 传送（Transmittal）：

你必须站在发球区内，将小球推出，使小球滚落轨道，最终落入轨道终端旋转的目标容器中。
- 孪生（Twins）：

地屏上会显示一个红色正方形，5秒后消失。随后会出现一组大小不一的红色正方形，其中只有一个与最初的完全一样。你必须指出这个正方形。
- 准点（Velocity）：

地屏闪红后10秒，挡栓将升起锁住目标区域。你的任务是将球滚出，并使其最终锁在目标区域内。
- 曲径（Winding）：

你必须戴上面罩，沿着地屏上的曲径从出发区走到终点区。在行走过程中，你的任意一只脚都不能踩到或越过红线。

### 平衡与稳定类游戏
- 稳定（Balance）：

你必须在横杆上保持平衡t秒，一旦你的双脚触及横杆，挑战即告开始，在此期间，你身体的任何部位碰到地屏则挑战失败。
| 难度级别 | 一级难度 | 一级难度    | 二级难度 | 二级难度      | 三级难度 | 三级难度      |
| 难度设置 | 20秒     | 横杆宽度4cm | 20秒     | 横杆宽度2.5cm | 30秒     | 横杆宽度2.5cm |
| 简化     | 20秒     | 横杆宽度6cm | 20秒     | 横杆宽度4cm   | 20秒     | 横杆宽度2.5cm |
- 环行（Circuit）：

你必须保持不掉下环行梁走完一圈。在开始和走完环行梁时，你的双脚都必须踩到梁上的白色区域。
- 环绕（Composure）：

你必须将感应手柄从圆环的一头绕到另一头，保持两者不能接触，当套环抵达另一头的红色安全区域，你便大功告成。
| 难度级别 | 一级难度              | 二级难度        | 三级难度        |
| 难度设置 | 该游戏不会出现在1-3关 | 感应圆环直径7cm | 感应圆环直径6cm |
| 简化     | 该游戏不会出现在1-3关 | 感应圆环直径9cm | 感应圆环直径7cm |
- 横行（Contact）：

你必须将感应手柄从横杆的一端移动到另一端，保持两者不能接触，在重压下，保持手的稳定异常困难。
| 难度级别 | 一级难度         | 二级难度        | 三级难度          |
| 难度设置 | 感应圆环直径9cm  | 感应圆环直径8cm | 感应圆环直径7.5cm |
| 简化     | 感应圆环直径10cm | 感应圆环直径9cm | 感应圆环直径8cm   |
- 拉升（Elevation）：

你必须用两根红色绳索拉升起透明管，且不能让管中的球从任何一端掉出，你只能双手握绳，但不能交叉，当管到达目标管高度后，你还要把球倒入其中一个管，这个挑战需要你双手稳定。
| 难度级别 | 一级难度              | 二级难度     | 三级难度     |
| 难度设置 | 该游戏不会出现在1-3关 | 拉升高度2.8m | 拉升高度3m   |
| 简化     | 该游戏不会出现在1-3关 | 拉升高度2.5m | 拉升高度2.7m |
- 淡定（Equilibrium）：

你必须将球放在平面手柄上不掉落。同时，在梦立方内穿梭，并踩绿地上所有的标记，最后抵达终点。你只能使用单手完成游戏。
| 难度级别 | 一级难度     | 一级难度 | 二级难度     | 二级难度 | 三级难度     | 三级难度 |
| 难度设置 | 平台边长25cm | 7块标记  | 平台边长15cm | 7块标记  | 平台边长10cm | 7块标记  |
| 简化     | 平台边长25cm | 6块标记  | 平台边长15cm | 6块标记  | 平台边长10cm | 6块标记  |
- 穿越（Pinpoint）：

你必须在横杆不接触圆环的条件下将横杆穿过圆环，触碰到终点的面板，克服紧张、避免双手颤抖是挑战成功的关键。
| 难度级别 | 一级难度         | 二级难度                   | 三级难度         |
| 难度设置 | 三个大圆环       | 两个小圆环和中间一个大圆环 | 三个小圆环       |
| 简化     | 目标面板靠近10cm | 目标面板靠近10cm           | 目标面板靠近10cm |
- 站点（Poise）：

你必须一只脚站在基座方块上，保持平衡20秒。当你另一只脚离开地面，挑战即告开始。
- 错行（Side Track）：

你必须手持金属杆走到终点，但不能触碰到金属框，你的注意力必须高度集中，最重要的是保持双手稳定。
| 难度级别 | 一级难度              | 二级难度     | 三级难度     |
| 难度设置 | 该游戏不会出现在1-3关 | 两杆间距10cm | 两杆间距9cm  |
| 简化     | 该游戏不会出现在1-3关 | 两杆间距12cm | 两杆间距11cm |
- 平衡（Stabilise）：

你必须走过三米长的独木桥，身体的任何部位都不能接触地屏，你的双脚触及独木桥，挑战即告开始，你必须至少有一只脚踏到独木桥两端的白色标记。
| 难度级别 | 一级难度    | 二级难度    | 三级难度    |
| 难度设置 | 独木桥宽4cm | 独木桥宽3cm | 独木桥宽2cm |
| 简化     | 独木桥宽5cm | 独木桥宽4cm | 独木桥宽3cm |
- 倾斜（Tilt）：

你要做的是抬起横梁，并倾斜一定的角度，让一端的球滚入另一端的洞内，如果球从横梁上滚落，你就会失去一次机会，把球控制在s厘米宽的横梁上，难度很大。
| 难度级别 | 一级难度     | 一级难度     | 二级难度    | 二级难度     | 三级难度    | 三级难度    |
| 难度设置 | 横梁宽度16cm | 圆洞直径8cm  | 横梁宽度8cm | 圆洞直径8cm  | 横梁宽度8cm | 圆洞直径5cm |
| 简化     | 横梁宽度16cm | 圆洞直径10cm | 横梁宽度8cm | 圆洞直径10cm | 横梁宽度8cm | 圆洞直径8cm |

### 瞬时记忆与黑暗记忆类游戏
- 漏网（Absence）：

地屏上会显示16个网格，其中会随机闪现红色方块，只有一个网格没有闪现。你必须将标记方块放在没有闪现过的网格中。
- 多数（Anomaly）：

在5秒内，地屏上会出现0至9的一系列数字，其中一个数字会出现1（或3）次，你必须找出这个数字，挑战过程中，你要始终全神贯注。
| 难度级别 | 一级难度             | 一级难度    | 二级难度、三级难度   | 二级难度、三级难度 |
| 难度设置 | 要找出的数字 出现1次 | 数字显示5秒 | 要找出的数字 出现3次 | 数字显示5秒        |
| 简化     | 要找出的数字 出现1次 | 数字显示7秒 | 要找出的数字 出现3次 | 数字显示7秒        |
- 障碍（Barrier）：

你必须戴上面罩，跨过横杆，到达终点。但你在挑战过程中，不能碰落横杆。当你双脚跨过最后的障碍，则挑战成功。你要有良好的空间意识，但在黑暗中，你的判断将异常困难。
| 难度级别 | 一级难度          | 一级难度            | 二级难度                                  | 三级难度                                     |
| 难度设置 | 一根横杆 高度55cm | 横杆靠近终点区      | 两根横杆 高度55/60cm                      | 三根横杆 高度55/60/55cm                      |
| 简化     | 一根横杆 高度55cm | 将横杆向 起点区移动 | 移除靠近出发区的一根横杆 剩余横杆高度55cm | 移除靠近出发区的一根横杆 剩余横杆高度60/55cm |
- 累计（Calculate）：

地屏上会出现一系列方块，一波波出现，你必须算出累计共有多少红色方块。
| 难度级别 | 一级难度         | 二级难度         | 三级难度         |
| 难度设置 | 方块数低于40个   | 方块数低于60个   | 方块数低于80个   |
| 简化     | 方块滚动速度变慢 | 方块滚动速度变慢 | 方块滚动速度变慢 |
- 密码（Code）：

梦立方地屏上会显示一行密码，2秒后消失，你必须在5秒内输入密码，使其在地屏上重新显现，你可以在密码出现的第一时间开始输入。
- 前进（Direction）：

你必须戴上面罩，从出发区走到终点区，你的脚必须始终位于界线内，碰到或走出界，都使你失去一次机会，黑暗中，人原有的方向感和平衡感将丧失殆尽。
| 难度级别 | 一级难度     | 二级难度     | 三级难度     |
| 难度设置 | 界线宽度50cm | 界线宽度30cm | 界线宽度20cm |
| 简化     | 界线宽度60cm | 界线宽度40cm | 界线宽度30cm |
- 焦点（Focus）：

梦立方的地屏上会出现若干个红色正方形，在一阵干扰后地屏会变成空白。你的任务是，在最后一个正方形出现的位置上放上标记，必须分毫不差。
| 难度级别 | 一级难度                | 二级难度                | 三级难度                |
| 难度设置 | 方块允许误差范围15cm    | 方块允许误差范围11.25cm | 方块允许误差范围7.5cm   |
| 简化     | 方块允许误差范围18.75cm | 方块允许误差范围15cm    | 方块允许误差范围11.25cm |
- 盲点（Locate）：

梦立方的地屏将显示一块白色目标区域，5秒后消失。你必须将标记立柱放在目标区内。若标记立柱完全处于目标区内，则挑战成功。
- （Memory Flash）：

地屏上将闪烁许多红色方块，t秒后消失，你需要以敏捷的瞬时记忆，确定红色方块的数量。
| 难度级别 | 一级难度   | 一级难度  | 二级难度    | 二级难度  | 三级难度    | 三级难度  |
| 难度设置 | 6-10个方块 | 闪现0.5秒 | 11-15个方块 | 闪现0.5秒 | 16-20个方块 | 闪现0.5秒 |
| 简化     | 6-10个方块 | 闪现1秒   | 11-15个方块 | 闪现1秒   | 16-20个方块 | 闪现1秒   |
- 雷池（Mine Field）：

梦立方的地屏上将随机摆放若干个红色方块。你必须带上面罩，从出发区越过雷池走到终点区。途中，你不能踩到任何红色方块。
- 穿行（Navigate）：

你必须戴上面罩从出发区走到终点区。你需要从四根悬杆间穿行而过。碰落旋杆或踩出界外都将损失一次机会。
- 偷天（Parallel）：

你必须戴上面罩，从梦立方的一侧穿过两道平行光束，到另一侧双脚站定。在挑战过程中，你身体的任何部分都不能触碰到光束。
- 探路（Pathfinder）：

地屏会显示一条路径，5秒后消失，你必须沿着路线走到终点，每次的正确移动地屏都会显示绿色，如果移动错误，你只能从头再来。你的短时记忆将会随着时间的流逝变得模糊，这个挑战比你想象的要难得多。
| 难度级别 | 一级难度          | 二级难度          | 三级难度          |
| 难度设置 | 11个路径标记      | 13个路径标记      | 15个路径标记      |
| 简化     | 将显示2个路径标记 | 将显示2个路径标记 | 将显示2个路径标记 |
- 归位（Quadrant）：

你必须在梦立方指定的区域内出发，并最终回到原点，不能触碰到任何红色区域，你将在戴着面罩的情况下完成挑战（不能走捷径）。
| 难度级别 | 一级难度                | 二级难度                | 三级难度                |
| 难度设置 | 中央红色限制区边长125cm | 中央红色限制区边长160cm | 中央红色限制区边长180cm |
| 简化     | 中央红色限制区边长110cm | 中央红色限制区边长125cm | 中央红色限制区边长160cm |
- 记忆（Recall）：

梦立方的地屏上会出现一组红色方块，5秒后消失，当它们再次出现时，其中一个会隐藏起来，你必须将标记放在隐藏方块的位置。
| 难度级别 | 一级难度 | 二级难度 | 三级难度 |
| 难度设置 | 20个方块 | 25个方块 | 30个方块 |
| 简化     | 18个方块 | 23个方块 | 28个方块 |
- 重现（Repetition）：

地屏上会显示16个网格，网格中的方块会随机变红。有方块第二次变红，你就要在0.5秒内按下按钮。
- 导航（Sequence）：

梦立方的地屏上会显示一系列红色方块。出现顺序只会演示一遍。演示完成后，你必须按照它们的出现顺序一一踩过。
- 镜像（Symmetry）：

你有5秒时间记住地屏上网格中红色方块的位置。然后再身后的空网格中，用白色积木摆出这个图案的镜像。你必须保证镜像与原始位置对应一致。
- 屏闪（Totalise）：

地屏上会不断闪现一个红色方块，你要说出红色方块屏闪了多少次，全神贯注是成功的关键。
| 难度级别 | 一级难度        | 二级难度        | 三级难度        |
| 难度设置 | 方块闪现25-30次 | 方块闪现35-40次 | 方块闪现40-50次 |
| 简化     | 方块闪现20-25次 | 方块闪现30-35次 | 方块闪现30-40次 |
- 纵横（Wave）：

梦立方的地屏上会纵横交错地出现蓝色滚动条，由一端出发，游动到另一端消失。等所有滚动条都消失后，你必须说出，地屏上总共出现过多少蓝色滚动条。

## 批注
1. ↑  .   [2013-07-30]. （原始内容存档于2016-03-04）.
2. ↑  .   [2012-08-30]. （原始内容存档于2019-08-13）.
3. ↑  .   [2012-08-30]. （原始内容存档于2011-09-24）.
4. ↑  .   [2012-08-30]. （原始内容存档于2012-09-18）.
5. ↑  .   [2012-08-30]. （原始内容存档于2011-04-13）.
6. ↑  . pressroom.warnermedia.com.   [2021-04-24]. （原始内容存档于2021-04-20）.
7. ↑  . 腾讯网. 2012-05-08  [2022-04-05].
8. ↑  .   [2013-04-19]. （原始内容存档于2016-03-04）.
9. ↑  .   [2013-07-30]. （原始内容存档于2012-06-25）.